# 堀正文
堀 正文（ほり まさふみ、1949年6月29日 - ）は、日本のヴァイオリン奏者。富山県高岡市出身。

## 人物・来歴
5歳からヴァイオリンを始める。
京都市立堀川高等学校音楽科（現京都市立京都堀川音楽高等学校）を経て、フライブルク音楽大学に留学し、ウールリヒ・グレーリング、ウォルフガング・マシュナーに師事する。在学中より、ハイデルベルク室内合奏団のソリストとして、ヨーロッパ各地への演奏旅行を行う。1973年、同大学を卒業と同時に同大学の講師となる。1974年、ダルムシュタット国立歌劇場管弦楽団の第1コンサートマスターに就任する。同年、フランクフルト放送交響楽団とのヴィニャフスキ／ヴァイオリン協奏曲第１番を共演。
1979年、東京でNHK交響楽団とのチャイコフスキーのヴァイオリン協奏曲を共演したのを契機に、9月、NHK交響楽団にコンサートマスターとして入団。その後、長年、ソロ・コンサートマスターを務め、同楽団退団後、現在は同楽団の名誉コンサートマスターに就任している。N響での功績に対して有馬賞を受賞している。
1988年には、ヴァーツラフ・ノイマン指揮／チェコ・フィルハ－モニー管弦楽団日本ツアーのソリストとして共演するなど、海外の著名なオーケストラへの客演も行う。
演奏活動のかたわら、ジュネーヴ国際音楽コンクール、フォーバルスカラシップ・ストラディヴァリウス・コンクール、レオポルト・モーツァルト国際ヴァイオリン・コンクール、シュポア国際コンクール、仙台国際音楽コンクール、名古屋国際音楽コンクール、日本音楽コンクールなどの音楽コンクールの審査員を務め、また桐朋学園大学主任教授として後進の指導にあたる。
現在、桐朋学園大学音楽学部附属子供のための音楽教室お茶の水教室弦楽器科主任。

## 受賞
- とやま賞（1985年度（昭和60年度）・芸術文化部門）[5]
- 有馬賞：故・有馬大五郎（元NHK交響楽団副理事長）の生前の音楽界への貢献とNHK交響楽団育成の偉業を記念するため、1981年（昭和56年）に設けられた。NHK交響楽団の発展に顕著な功績をおさめた関係者、関係団体、NHK交響楽団の職員を受賞対象としている。堀は、1991年に受賞。

## ディスコグラフィ

### アルバム
- 堀正文・清水和音『モーツァルト：ヴァイオリン・ソナタ第40番/フランク：ヴァイオリン・ソナタ』（2006年、オクタヴィア・レコード、OVCL-00194）[6][7]

### 参加作品
- ＜廃盤＞『武満徹作品集〜21世紀へのメッセージVol.4』（1997年9月26日、ポリドール、POCG-10053）[8][9]
- 『NHK 名曲アルバム 20.特選名曲集～アニー・ローリー～』（2000年4月1日、ポリドール）
- 『NHK名曲アルバム エッセンシャルシリーズ19 モルダウ 東欧(2)』 （2006年10月4日、キングレコード）
- 『夢〜コントラバス作品集』（2013年2月25日、マイスター・ミュージック、MM-2142）[10]

## 出演番組
- バイオリンのおけいこ（NHK教育）
- 夜のヒットスタジオDELUXE（フジテレビ、1986年11月12日）岩崎宏美「夜のてのひら」歌唱時にソロの生演奏で共演した。
- 郷ひろみ・二谷友里恵結婚披露宴（フジテレビ、1987年6月12日）グランドプリンスホテル新高輪・飛天でクライスラーの美しきロスマリンを奏でた。